# Articulația subtalară

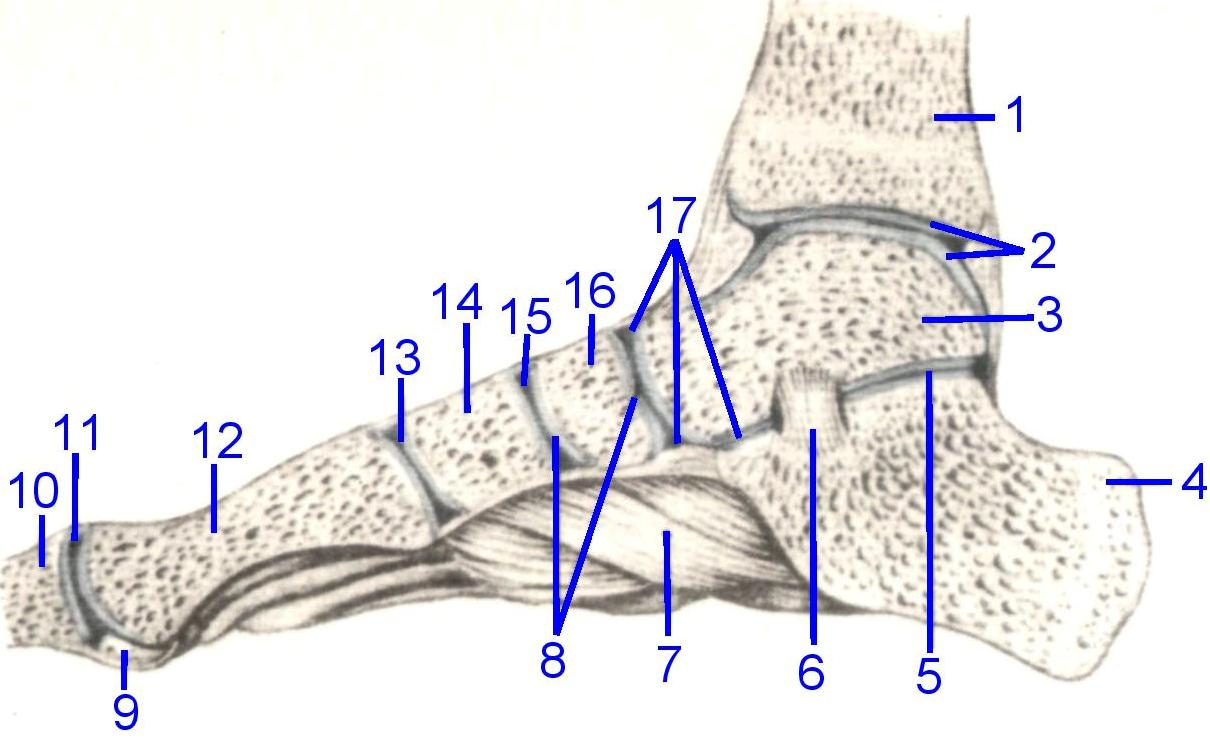
Articulațiile piciorului drept (secțiune sagitală).
1 - Tibia
2 - Articulația talocrurală
3 - Talusul
4 - Calcaneul
5 - Articulația subtalară
6 – Ligamentul talocalcanean interosos
7 - Ligamentul plantar lung
8 - Cartilajul articular
9 - Os sesamoid
10 - Falanga proximală
11 - Articulația metatarsofalangiană
12 - Metatarsianul I
13 - Articulația tarsometatarsiană
14 - Cuneiformul medial
15 - Articulația cuneonaviculară
16 - Navicularul
17 - Articulația talocalcaneonaviculară

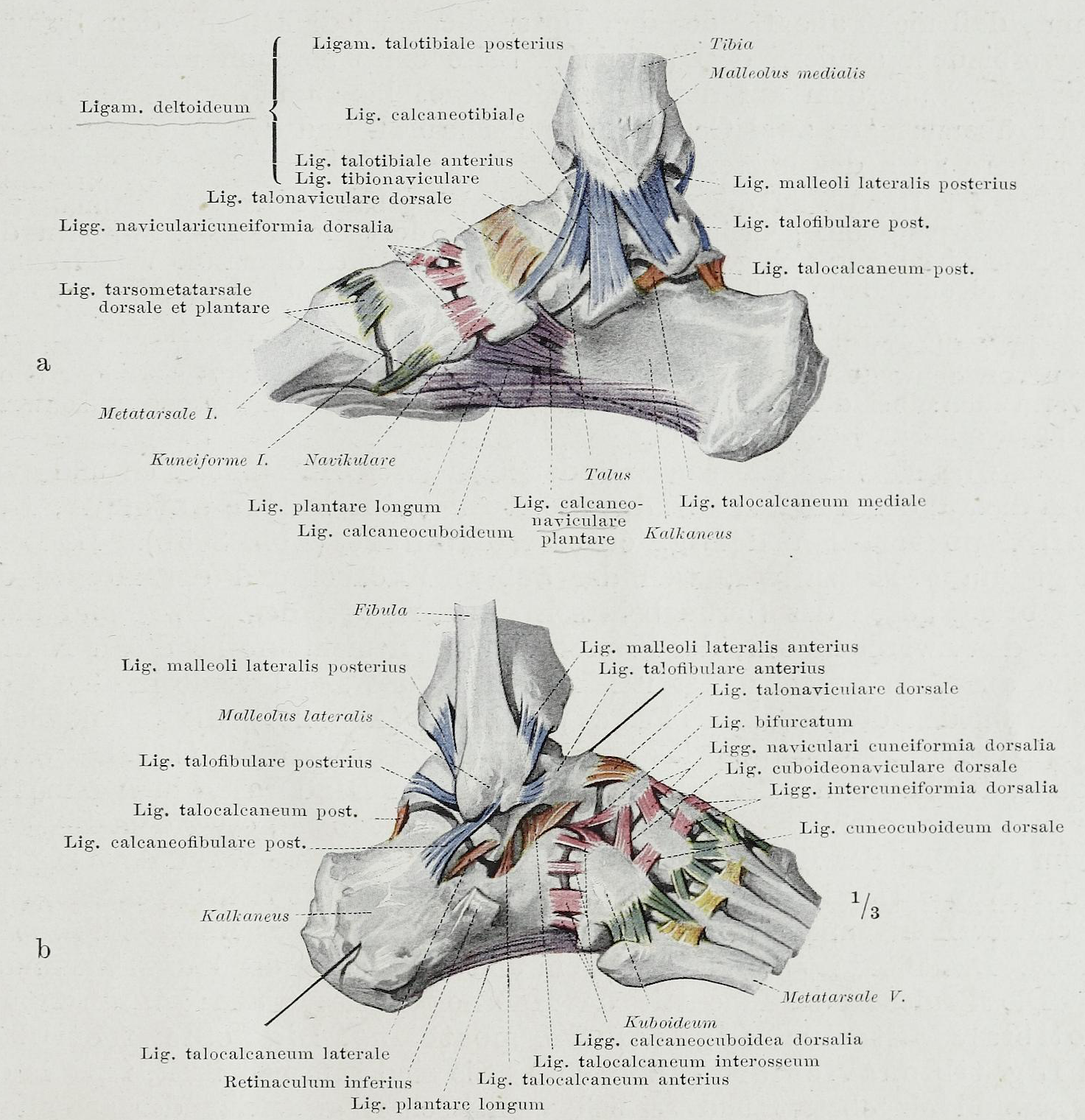
Ligamentele piciorului (după Braus. Anatomie des Menschen: ein Lehrbuch für Studierende und Ärzte, 1921)

Articulația subtalară (Articulatio subtalaris), numită și articulația talocalcaneană (Articulatio talocalcanea), este o articulație intertarsiană a piciorului, care unește fața inferioară a talusului și fața superioară a calcaneului prin intermediul fețișoarelor lor articulare posterioare și anume prin fața articulară calcaneană posterioară a talusului și fața articulară talară posterioară a calcaneului. Este o articulație plană (o dublă artrodie) sinovială de tip elipsoidal. Mijloace de unire sunt reprezentate de o capsulă articulară și cinci ligamente: talocalcanean lateral, talocalcanean medial, talocalcanean posterior, talocalcanean interosos și cervical (interosos anterolateral).

## Suprafețele articulare
Suprafețele articulare sunt ovalare, cu axul oblic mare îndreptat înainte, lateral și în jos și sunt acoperite de un strat de cartilaj hialin. Suprafața calcaneană (fața articulară talară posterioară a calcaneului) este convexă și are forma unui segment de cilindru plin, iar cea talară (fața articulară calcaneană posterioară a talusului) este concavă, de forma unui segment de cilindru gol. Aceste suprafețe articulare realizează o articulație de tip aproximativ elipsoidală sau trohoidă. 

## Capsula articulară
Capsula articulară se inseră la periferia celor două fețe articulare și este formată dintr-un strat fibros. Sinoviala tapetează suprafața interioară a capsulei articulare și formează posterior un mic fund de sac sinovial. De cele mai multe ori sinoviala nu comunică cu articulațiile din jur; uneori comunică cu articulația talocrurală.

## Ligamentele

### Ligamentul talocalcanean lateral
Ligamentul talocalcanean lateral (Ligamentum talocalcaneum laterale) este scurt, turtit și subțire. Are originea sus pe versantul anterior al procesului lateral al talusului, de aici se îndreaptă oblic înapoi și în jos și se termină pe fața laterală a calcaneului sub fața articulară talară posterioară. Are o direcție paralelă cu aceea a ligamentului calcaneofibular, sub care este situat; sub ligamentul talocalcanean lateral se află tendonul mușchiului peronier scurt.

### Ligamentul talocalcanean medial
Ligamentul talocalcanean medial (Ligamentum talocalcaneum mediale)  este inconstant,  foarte subțire și mai scurt decât ligamentul talocalcanean lateral. Se întinde între tuberculul medial al procesului posterior al talusului și marginea posterioară a Sustentaculum tali și este acoperit de ligamentul deltoidian.

### Ligamentul talocalcanean posterior
Ligamentul talocalcanean posterior (Ligamentum talocalcaneum posterius) este scurt și întins de la tuberculul lateral al procesului posterior al talusului la fața superioară a calcaneului; el trece ca o punte peste tendonul mușchiului flexor lung al degetului mare (Musculus flexor hallucis longus). Acesta poate fi scindat în două fascicule cu originea pe tuberculii medial și lateral ai procesului posterior al talusului. Dacă osul trigon există, acest ligament se inseră pe el și se numește în cazul acesta ligamentul calcaneotrigonal.

### Ligamentul talocalcanean interosos
Ligamentul talocalcanean interosos (Ligamentum talocalcaneum interosseum) este o lamă fibroasă transversală scurtă, groasă, rezistentă și foarte puternică, situată oblic și lateral în sinusul tarsului; el separă articulația subtalară de cea talocalcaneonaviculară. Este cel mai important dintre ligamentele articulației subtalare, atât prin rezistența sa, cât și prin rolul său funcțional.  Se inserează sus în șanțul talusului și jos în șanțul calcaneului. Ligamentul talocalcanean interosos este format din două planuri (lame sau fascicule): unul posterior și altul anterior, separate prin țesut adipos, uneori, printr-o bursa sinovială. Planul posterior aparține articulației subtalare, pe când cel anterior articulației talocalcaneonaviculare. Ligamentul talocalcanean interosos este remarcabil din punct de vedere funcțional: în caz de torsiune a piciorului, el se întinde, opunându-se astfel unei accentuări prea serioase a acestei mișcări; asigură un grad apreciabil de soliditate și elasticitate a articulației, avantajând în mod real mersul. Axul mișcării de eversiune (pronație) și inversiune (supinație) a piciorului în articulația subtalară este perpendicular pe fețele ligamentului talocalcanean interosos.